# Skate Into Love
Skate Into Love (chino simplificado: 冰糖炖雪梨; pinyin: Bin Tang Dun Xue Li), es una serie de televisión china transmitida del 19 de marzo del 2020 hasta el 9 de abril del 2020, a través de Jiangsu TV y Zhejiang TV.
La serie estuvo basada en la novela "Bin Tang Dun Xue Li" (冰糖炖雪梨) de Jiu Xiaoqi.

## Sinopsis
La serie sigue a Tang Xue, una joven patinadora de velocidad de pista corta que se reúne con Li Yubing, un popular jugador de hockey sobre hielo. A pesar de comenzar con el pie izquierdo, juntos comienzan un viaje para perseguir sus sueños.
Durante la escuela primaria, el tímido y cobarde Li Yubing, tuvo que soportar el constante acoso de su compañera Tang Xue. A pesar de eso, comparten una cosa en común: su amor por un sueño en el hielo. Años más tarde, cuando se reencuentran en la Universidad de Lin Da, Yubing ahora es el dios del hielo de la escuela, mientras que el futuro de Tang Xue es confuso.
Dispuesto a obtener una recompensa por todo lo que le hizo sufrir Tang Xue en el pasado, logra que la conviertan en su ayudante. Sin embargo, entre más tiempo pasan juntos, Yubing comienza a notar las buenas cualidades de Tang Xue, y se da cuenta de que su coraje en el hielo, está inspirado en ella. Por lo que decide ayudarla a redescubrir su pasión y sueño por el patinaje de velocidad. 
A pesar de esto, los problemas comienzan a surgir cuando los malentendidos del pasado los alcanzan, así como la aparición del prodigio del patinaje artístico Yu Yan, el primer amor de Tang Xue: Bian Cheng y la problemática Zhou Ran. A medida que ambos enfrentan los obstáculos de sus padres y a sus feroces competidores, ambos entran en una encrucijada que decidirá su futura carrera deportiva.
Es así como los dos jóvenes apasionados por el hielo, iniciarán un viaje emocionante llenó de sueños, amor, amistad, espíritu y esfuerzo.

## Reparto

### Personajes principales[3]
| Actor                                 | Personaje  | Nº de episodios | Notas |
| ------------------------------------- | ---------- | --------------- | --- |
| Wu Qian Zhangshang Mingzhu (仉上明珠) | Tang Xue   | 40              | Es una estudiante universitaria que se especializa en ciencias veterinarias. Debido a un accidente, renunció a sus sueños de convertirse en una patinadora de velocidad de pista corta, sin embargo con el apoyo de Yubing retoma su pasión. |
| Zhang Xincheng Li Chaoping (李朝平)   | Li Yubing  | 40              | Es el capitán y un excelente jugador de hockey sobre hielo. Cuando se reencuentra con Tang Xue, comienza a enamorarse de ella poco a poco.                                                                                                   |
| Wei Tianhao (魏天浩)                  | Bian Cheng | -               | Es un estudiante que se especializa en periodismo, así como el antiguo interés romántico de Tang Xue. |
| Zhou Lijie (周历杰) Fu Bohan (傅铂涵) | Yu Yan     | -               | Es un prodigio del patinaje artístico sobre hielo. |

### Personajes secundarios
| Actor               | Personaje    | Nº de episodios | Notas |
| ------------------- | ------------ | --------------- | --- |
| Qin Tianyu (秦天宇) | Liao Zhenyu  | -               | Es un estudiante que se especializa en medicina. Así como uno de los amigos cercanos y compañero de clases de Tang Xue. Está enamorado de Xia Menghuan.                                                                                |
| He Xuanlin (何宣林) | Xia Menghuan | -               | Es un estudiante que se especializa en ciencias veterinarias. Así como una de las compañeras de dormitorio y amiga cercana de Tang Xue.                                                                                                |
| Lu Junyao (陆骏瑶)  | Ye Liuying   | -               | Es una estudiante que se especializa en filosofía, así como una de las compañeras de dormitorio de Tang Xue. |
| Chu Yue (楚月)      | Zhou Ran     | -               | Es una estudiante de periodismo y la joven más popular de su cuerpo, que constantemente ocasiona problemas para los demás, en especial para su prima Tang Xue. Está enamorada de Li Yubing, sin embargo él no está interesado en ella. |
| Li Ruge (李如歌)    | Qiu Qiu      | -               | Es una estudiante de la Universidad de Lin Da, así como una fan de Li Yubing. |

#### Equipo de hockey sobre hielo
| Actor                  | Personaje     | Nº de episodios | Notas |
| ---------------------- | ------------- | --------------- | --- |
| Zhang Lei (張磊)       | Entrenador Xu | -               | Es el entrenador del equipo de hockey sobre hielo.                                                                         |
| Cao Bo (曹博)          | Jiang Shijia  | -               | Es un miembro del equipo de hockey sobre hielo, así como uno de los amigos más cercanos de Li Yubing.                      |
| Jin Zihe (金梓壑)      | Deng Jianguo  | -               | Es un miembro del equipo de hockey sobre hielo, así como uno de los compañeros de dormitorio y amigo cercano de Li Yubing. |
| Feng Yingdong (冯瀛东) | -             | -               | Es un miembro del equipo de hockey sobre hielo.                                                                            |
| Du Xiaoyang (杜霄阳)   | -             | -               | Es un miembro del equipo de hockey sobre hielo.                                                                            |
| Lin Xu (林旭)          | -             | -               | Es un miembro del equipo de hockey sobre hielo.                                                                            |
| Zhao Jinhui (赵锦晖)   | -             | -               | Es un miembro del equipo de hockey sobre hielo.                                                                            |

#### Equipo de patinaje de velocidad sobre pista corta
| Actor                  | Personaje           | Nº de episodios | Notas |
| ---------------------- | ------------------- | --------------- | --- |
| Ding Ziling (丁子玲)   | Entrenadora Zhu Xia | -               | Es la entrenadora del equipo de patinaje de velocidad de pista corta.                                                         |
| Li Zongrui (李宗叡)    | Entrenador Lee      | -               | Es el entrenador asistente del equipo de patinaje de velocidad de pista corta.                                                |
| Han Jiunuo (韩玖诺)    | Zhang Yuewei        | -               | Es una patinadora estrella del equipo femenino de patinaje de velocidad en pista corta, quien al inicio compite con Tang Xue. |
| Li Hongshuang (李红爽) | -                   | -               | Es una patinadora y miembro del equipo de patinaje de velocidad en pista corta.                                               |
| Yi Jinyuan (依金元)    | -                   | -               | Es una patinadora y miembro del equipo de patinaje de velocidad en pista corta.                                               |
| Zheng Siyu (郑思雨)    | -                   | -               | Es una patinadora y miembro del equipo de patinaje de velocidad en pista corta.                                               |
| Hong Xinhuai (洪梓怀)  | -                   | -               | Es una patinadora y miembro del equipo de patinaje de velocidad en pista corta.                                               |
| Fan Yijian (范艺舰)    | -                   | -               | Es una patinadora y miembro del equipo de patinaje de velocidad en pista corta.                                               |

#### Equipo de patinaje artístico
| Actor                | Personaje      | Nº de episodios | Notas                                              |
| -------------------- | -------------- | --------------- | -------------------------------------------------- |
| Xia Minghao (夏铭浩) | Entrenador Jin | -               | Es el entrenador del equipo de patinaje artístico. |
| Liu Boyang (刘博洋)  | -              | -               | Es el capitán del equipo de patinaje artístico.    |

### Otros personajes
| Actor                   | Personaje       | Nº de episodios | Notas |
| ----------------------- | --------------- | --------------- | --- |
| Wang Yongqiang (王永强) | Ying Yan        | -               | Es el profesor de ciencias veterinarias en la Universidad de Lin Da.                                                                                 |
| Xiao Yu (霄宇)          | Song Anjie      | -               | |
| Tian Miao (田淼)        | -               | -               | Es la madre de Tang Xue. |
| Miao Haizhong (苗皓钧)  | Tang Hongjiang  | -               | Es el padre de Tang Xue. un hombre de carácter fuerte que no apoya los sueños de su hija para convertirse en patinadora de velocidad de pista corta. |
| Wang Shuo (王朔)        | -               | -               | Es el padre de Li Yubing. |
| Yang Ping (杨萍)        | -               | -               | Es la madre de Li Yubing. |
| Yang Ziyan (杨紫嫣)     | Madame Liang    | -               | Es la madre de Yu Yan. |
| Guan Zeqiang (关泽强)   | -               | -               | Es el capitán del equipo de patinaje sobre ruedas.                                                                                                   |
| He Yongsheng (何涌生)   | -               | -               | Es el jefe del club "Xiao Long". |
| Zang Yiren (臧一人)     | Ma Xiaobin      | -               | Es el mánager del club "Xiao Long". |
| Liu Ning (刘宁)         | -               | -               | Es el jefe del restaurante. |
| Liu Chao (刘超)         | -               | -               | Es el chef del restaurante. |
| Gao Yi (高毅)           | Jefe Zhen       | -               | |
| Li Shuangxi (李双喜)    | -               | -               | Es un guardia de seguridad. |
| Luo Hao (锣灏)          | Instructor Wang | -               | |
| Qiu Yushuo (邱雨铄)     | Cai Yan         | -               | |
| He Zixiang (何子祥)     | Director Wang   | -               | |
| Wu Xuefei (巫雪菲)      | Mtro. Zhao      | -               | Es una maestra. |
| Li Dong (李栋)          | -               | -               | Es un maestro encargado de asesoramiento de relaciones.                                                                                              |
| Fa Xuru (法旭如)        | Zha Mao         | -               | Es una miembro del club de patines de Lin Cheng que desafía a Tang Xue.                                                                              |
| Jian Kang (建康)        | Lu Maozi        | -               | |
| Yang Jingjing (杨静静)  | -               | -               | |
| Li Fangming (李方明)    | Wang Xiaoyi     | -               | |
| Xue Runlong (薛润龙)    | Zhao Youde      | -               | Es un compañero de la escuela secundaria de Tang Xue y Liao Zhenyu. Constantemente intimidaba a Zhenyu.                                              |
| Wu Jiliang (吴吉良)     | -               | -               | Es un maestro. |
| Li Chenghao (李成昊)    | Wang Feng       | -               | |
| Zhang Liye (张立业)     | Yang Liping     | -               | |
| Li Lei (李磊)           | -               | -               | Es el dueño de la tienda de mascotas. |
| Song Chong (宋冲)       | -               | -               | Es el entrenador del equipo "Xue Ying". |
| Sun Liang (孙亮)        | -               | -               | Es el entrenador del equipo "Hei Xie". |
| Wang Yi (王奕)          | -               | -               | Es el entrenador del equipo "Hong Huzi". |
| Diao Kun (刁坤)         | -               | -               | Es el entrenador del equipo "Shan Dian". |
| Han Shumei (韩姝妹)     | Entrenadora Cao | -               | |
| Qiao Guan (乔冠)        | -               | -               | Es un comentarista olímpico. |
| You Caibin (由彩琳)     | -               | -               | Es un comentarista deportivo. |
| Wang Xue (王雪)         | -               | -               | Es la entrenadora de Tang Xue. |
| Li Hui (李慧)           | -               | -               | Es un jardinero. |
| Zhou Tie (周铁)         | -               | -               | Es el jefe del hotel. |
| Zhang Mingmin (张明敏)  | -               | -               | |
| Chen Yue (陈玥)         | -               | -               | Es la abuela de Tang Xue. |
| Li Nan (李楠)           | -               | -               | Es un médico. |
| Zhang Zhanbo (张战波)   | -               | -               | Es el dueño del barco. |
| Chen Yi (陈艺)          | -               | -               | Es una mujer en bikini. |

### Apariciones especiales[5]
| Actor              | Personaje | Episodio donde apareció | Notas                                                        |
| ------------------ | --------- | ----------------------- | ------------------------------------------------------------ |
| Deng Lun           | Xu Feng   | 1                       | Es un jugador de hockey sobre hielo conocido como "Ice God". |
| Wu Dajing (武大靖) | Wu Dajing | 1, 11, 29               | Es un patinador de velocidad en pista corta.                 |

## Episodios
La serie está conformada por 40 episodios, emitidos todos los lunes a domingos a las 19:35-20:10 (por Zhejiang TV) y de lunes a domingo a las 20:40-21:25 (por Jiangsu TV).

## Música
El OST de la serie estuvo conformada por 7 canciones:
| No. | Intérprete     | Canción                           | Letra                 | Compositor (a) | Notas               |
| --- | -------------- | --------------------------------- | --------------------- | -------------- | ------------------- |
| 1   | Zhang Xincheng | "A Ray of Hope" (曙光)            | Wang Xia y EO Yi Huan | Wang Xia       | (canción de inicio) |
| 2   | Liu Yuning     | "The Moment I Met You" (当遇见你) | Chen Huan             | Sa Dingding    | (canción de cierre) |
| 3   | He Xuanlin     | "Land of Ice and Snow" (冰天雪地) | Yu Hong               | Sa Dingding    |                     |
| 4   | Zhou Shen      | "Snowflakes Falling" (雪花落下)   | Chen Huan             | Sa Dingding    |                     |
| 5   | Sa Dingding    | "The Moment I Met You" (当遇见你) | Chen Huan             | Sa Dingding    |                     |
| 6   | Zhang Xincheng | "Tempting Heart" (心动)           | EO Yi Huan            | Wang Xia       |                     |
| 7   | Cao Bo         | "I Want To Tell You"              | -                     | -              |                     |

## Producción
El drama fue producido por el equipo detrás de la popular serie Ashes of Love.
Es también la segunda parte de la trilogía "The Honey Trilogy" conformada junto a las series Ashes of Love (2018) y Love When The Stars Fall (2021).
Fue dirigida por Zhu Ruibin (朱锐斌), quien contó con el apoyo del guionista Ma Jia (马佳). Mientras que la producción ejecutiva estuvo a cargo de Liu Ning (刘宁).
El 17 de abril del 2019, se realizó una ceremonia de filmación en Qingdao, donde se anunció oficialmente el inicio de la fotografía principal de la serie. Las grabaciones finalizaron el 29 de julio del mismo año.
Se construyó una pista de patinaje sobre hielo de 30x60 metros para la filmación. Patinadores profesionales de velocidad en pista corta fueron contratados para fungir como instructores para los miembros del reparto, y también realizaron apariciones en la serie como personajes secundarios, entre ello está Wu Dajing (武大靖), un patinador olímpico de velocidad en pista corta que ganó el oro en los 500 metros y la medalla de plata en los 5000 metros por relevos en los Juegos Olímpicos de Invierno de Pieonchang en 2018.
La serie también contó con el apoyo de las compañías de producción "Perfect World Pictures", "Omnijoi Media", "Youku", "Kunchi Pictures" y "Haolan Xingpan".